# Tinao

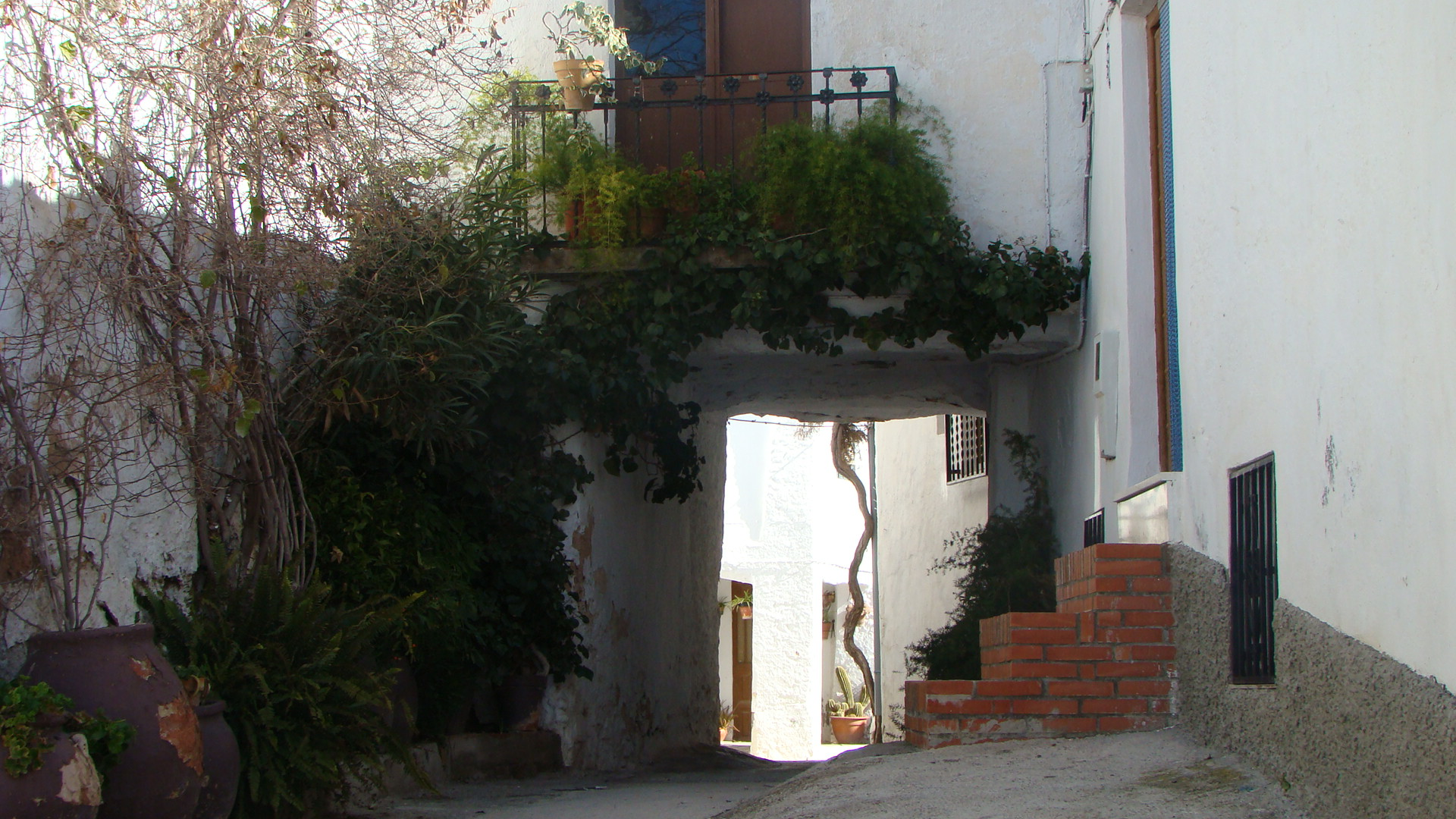
Tinao de pas en Notáez, (Almegíjar, Alpujarra)

El tinao és una solució arquitectònica pròpia de l'arquitectura popular de la comarca de La Alpujarra, en les províncies espanyoles de Granada i Almeria, que crea espais coberts d'àmbit semiprivat o semipúblic en disposar una estructura de bigues sobre el carrer, sobre la qual se sol situar una habitació o habitatge particular.

## Caràcter
El tinao és un dels elements arquitectònics expressament protegits, pel seu valor patrimonial, en el Sitio Histórico de la Alpujarra, amb caràcter de BIC.
En certa manera, el tinao té aspectes comuns amb les porxades i els passatges (anomenats també coberts) i, quant a la seva funció social, amb altres elements arquitectònics, com els patines de la Vall de Soba (Cantàbria, Espanya).

## Tipus de tinaos
Existeixen tres tipus de tinaos:

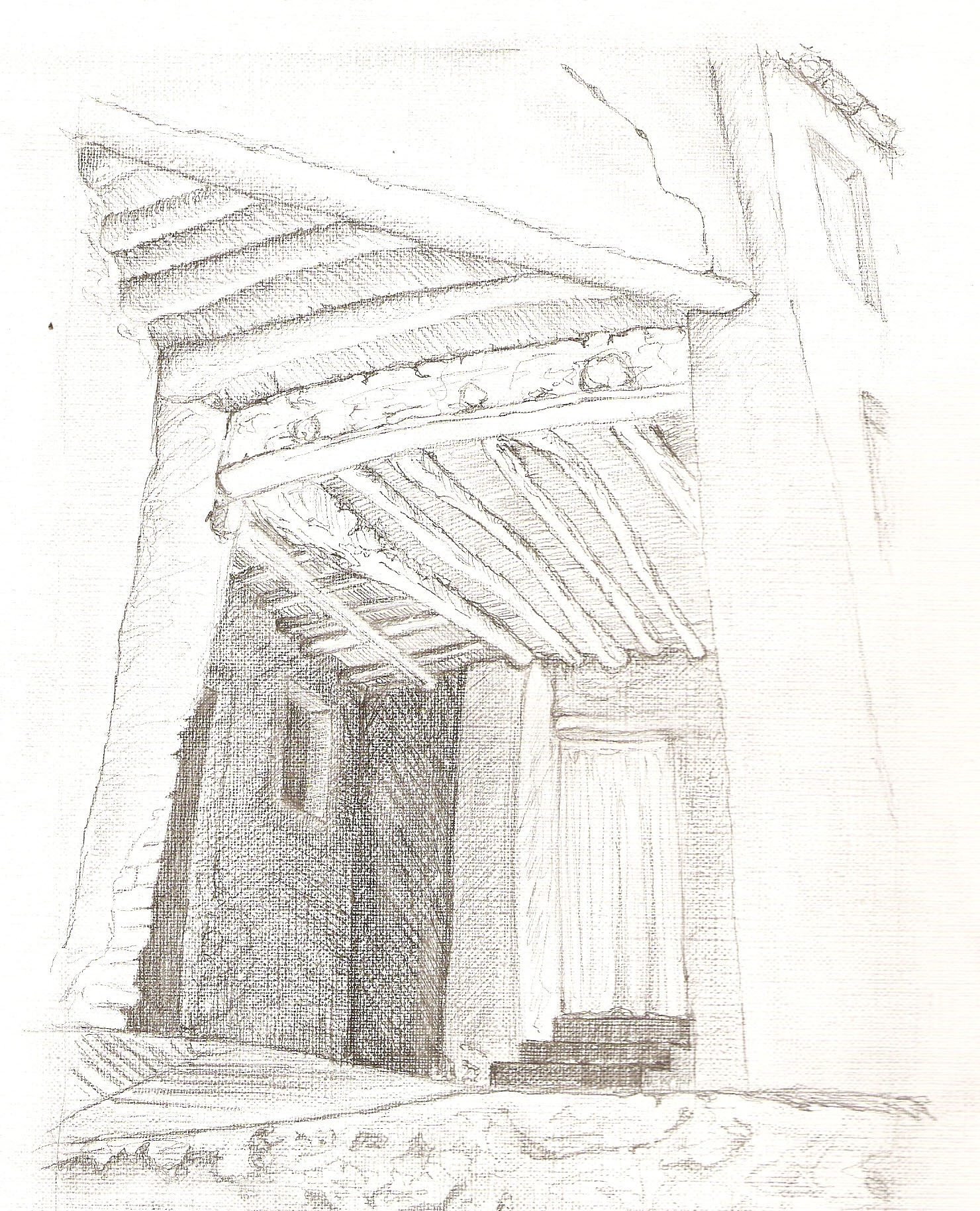
Tinao en habitatge, amb els accessos a la casa i estable

- Tinao de pas: Quan l'estructura de bigues es recolza en els habitatges situats a banda i banda d'un carrer, conformant un passatge sota ella, de caràcter públic i transitable. En algunes localitats, com Atalbéitar o Fondales (La Taha), els tinaos situats un a continuació de l'altre conformen espais de gran longitud i rellevància.

- Tinao en habitatge: En alguns casos, els tinaos es disposen en «fons de sac», sota l'estructura d'un únic habitatge. En aquests casos solen donar al tinao, que funciona a manera de vestíbul, els accessos al propi habitatge, així com a l'estable i altres dependències de la casa. Tot i que el tinao està obert, sempre a l'espai públic, en aquests casos sol tenir un ús semi-privat, com a lloc de reunió i descans. També s'aplica, impròpiament, la denominació de tinao a les habitacions obertes al carrer que hi ha en alguns habitatges a manera de terrassa coberta.

- Tinao adossat: Hi ha diversos exemples de tinaos disposats de forma paral·lela a la façana de l'habitatge, recolzant-se l'estructura de bigues en el propi habitatge i en pilars, de paredat o maó (mai de fusta), a manera de porxada. Es tracta, en aquests casos, d'un espai públic d'ús semiprivat i, usualment, sobre ells no s'aixeca cap habitació sinó una mena de terrassa oberta.